# Henri Kravis
Henri Roberts Kravis (rođen 6. januara 1944) je američki biznismen, investitor i filantrop. On je suosnivač KKR & Co. Inc.
Njegov raskošan način života kritikovali su aktivisti koji žele da reformišu propise o privatnom kapitalu i ograniče praksu otkupa uz pomoć kreditnog otkupa čiji je on bio pionir. Njegov otkup RJR Nabiska prikazan je u knjizi iz 1989. i filmu Varvari na kapiji iz 1993. godine.

## Spoljašnje veze
- Kohlberg Kravis Roberts & Co. (company website)
- KKR Private Equity Pioneers (from KKR website)
- Henry Kravis profile Forbes 2006 ranking.
- For TXU, One of the Street's Fabled Barbarians Is Back in the Hunt February 2007 New York Times article profiling Kravis.
- Management: Consultants Put Aside Rivalries for New York November 2001 NYT article on Kravis and the New York City Partnership.
- Forbes.com: Forbes World's Richest People (2005)
- ATLAS, RIVA D. "What's An Aging 'Barbarian' To Do?." New York Times, August 26, 2001
- New York Magazine article documenting Kravis and Roehm party at Metropolitan Museum of Art
- Voices of Oklahoma interview. First person interview conducted on September 6, 2019, with Henry R. Kravis.